# Scoparia albifusalis
Scoparia albifusalis là một loài bướm đêm trong họ Crambidae.